# Linda McDonald
Linda McDonald (ur. w Great Falls) – perkusistka Phantom Blue i The Iron Maidens.
Jest współzałożycielką heavymetalowego zespołu Phantom Blue